# John Karlen
John Karlen, nom de scène de John Adam Karlewicz, né le 28 mai 1933 à Brooklyn (État de New York) et mort le 22 janvier 2020 à Burbank (Californie), est un acteur américain.

## Biographie
John Karlen est décédé d'une insuffisance cardiaque à Burbank, en Californie, le 22 janvier 2020, à l'âge de 86 ans.

## Filmographie

### Au cinéma
- 1970 : La Fiancée du vampire (House of Dark Shadows) : Willie Loomis
- 1971 : Les Lèvres rouges : Stefan
- 1971 : Night of Dark Shadows : Alex Jenkins
- 1976 : La Vengeance aux tripes (A Small Town in Texas) : Lenny
- 1978 : Killer's Delight : Danny
- 1981 : Tout l'or du ciel (Pennies from Heaven) : le détective
- 1984 : Les Moissons du printemps (Racing with the Moon) : Mr. Nash
- 1984 : Impulse : Bob Russell
- 1984 : Gimme an 'F' : Bucky Berkshire
- 1986 : Native Son : Max
- 1991 : Le Vent sombre : Jake West
- 1993 : Surf Ninjas : Mac

### À la télévision
- 1957 : Kraft Television Theatre (série) : jeune homme
- 1959 : Naked City (série) : Chuck
- 1959 : Armstrong Circle Theatre (série) : Pfc. James Cook
- 1962 : The Detectives (série) : Frankie
- 1962 : The Gallant Men (série) : Lt. Tyrell
- 1963 : Stoney Burke (série) : Mickey
- 1963 : The Patriots : Ned
- 1964 : East Side/West Side (série) : Billy Conrad
- 1964 : Brenner (série) : Ben Laney
- 1966 : Hawk (série) : John Polanski
- 1967 : N.Y.P.D. (série) : Gary Doyle
- 1967 : Love Is a Many Splendored Thing (série) : Jock Porter
- 1968 : Hidden Faces (série) : Sharkey Primrose
- 1967 : Dark Shadows (série) : Willie Loomis
- 1972 : Night of Terror : Pete Manning
- 1972 : Le Sixième Sens (série) : Ed
- 1972 : La Nouvelle Équipe (série) : Johnny Wexford
- 1973 : The Invasion of Carol Enders : David Hastings
- 1973 : Le Portrait de Dorian Gray : Alan Campbell
- 1973 : Egan : Jack / Ida Deveaux
- 1973 : The Magician (série) : Jim Russell
- 1973 : Shirts/Skins : Herbie Bush
- 1973 : The Wide World of Mystery (série) : Otto Roget
- 1974 : Melvin Purvis G-MAN : 'Tony' Anthony Redecci
- 1974 : Doc Elliot (série) : Vincent Parker
- 1974 : Shazam! (série) : Nick Roberts
- 1975 : Mannix (série) : Hood #1
- 1975 : La Poupée de la terreur (Trilogy of Terror) : Thomas Amman
- 1975 : Delancey Street: The Crisis Within : Richard Copell
- 1975 : Joe Forrester (série) : Sam Cowley
- 1975 : The Kansas City Massacre : Sam Cowley
- 1975 : Medical Center (série) : Danny Taggert
- 1975 : Mobile One (série) : Mickey Scanlon
- 1976 : Hawaï police d'État (série) : Harris
- 1976 : La Famille des collines (série) : Rev. Ezekiel L. Henshaw
- 1976 : Les Rues de San Francisco  (série) : Nat Reeves
- 1976 : Serpico (série) : Eddie Hibbard
- 1977 : Most Wanted (série) : Red Murphy
- 1977 : All in the Family (série) : Leo
- 1977 : Hunter (série) : Power plant worker
- 1973 : Police Story (série) : Detective #1 - 1st Supermarket Robbery
- 1977 : ABC Weekend Specials (série télévisée) : Bill Leggett
- 1977 : The Feather and Father Gang (série) : Benton
- 1977 : Drôles de dames (série télévisée) : Leonard Chaffey
- 1978 : The Hardy Boys/Nancy Drew Mysteries (série) : Rocky McQue
- 1973 : Kojak (série) : Hicks
- 1978 : Colorado C.I. : Kessler
- 1978 : 200 dollars plus les frais (série) : Leo
- 1978 : Barnaby Jones (série) : Easy Eddie
- 1979 : Starsky et Hutch (série) : Deputy D.A. Stanton
- 1979 : Supertrain (série) : Quinn
- 1979 : Kaz (série)
- 1979 : The Return of Mod Squad : Marty
- 1979 : Sword of Justice (série) : Jerry Lombardi
- 1979 : Lou Grant (série) : Ken Navaretti
- 1979 : La Dernière Chevauchée des Dalton (The Last Ride of the Dalton Gang) : Charlie Powers
- 1980 : The Long Days of Summer : Duane Haley
- 1979 : Quincy (série) : Customs Agent Brice
- 1979 : Vegas (série ) : Eddie Stolvak
- 1981 : Trapper John, M.D. (série) : Marty
- 1981 : American Dream (série) : Coach Ritter
- 1982 : Fame (série télévisée) : Detective Kessler
- 1982 : Capitaine Furillo (série télévisée) : Loomis
- 1982 : Strike Force (série) : District Attorney Trenton
- 1982 : King's Crossing (série télévisée) : Sheriff
- 1982 : Rosie: The Rosemary Clooney Story (TV) : Uncle George
- 1983 : American Playhouse (série télévisée) : Reverend Walker
- 1983 : The Winds of War (série télévisée) : Ed (PBY pilot)
- 1983 : Bay City Blues (série télévisée) : Clancy
- 1985 : Finder of Lost Loves (en) (série télévisée) : Doctor Arthur Barwell
- 1985 : Hostage Flight (TV) : DiSalvo
- 1986 : Welcome Home, Bobby (TV) : Geffin
- 1986 : Le Retour de Mike Hammer (téléfilm) : Chapel
- 1987 : Daddy (TV) : Mike Burnette
- 1987 : Mike Hammer (série télévisée) : Adam Simon
- 1987 : Downpayment on Murder (TV) : Albert
- 1982 : Cagney et Lacey (série télévisée) : Harvey Lacey (124 épisodes)
- 1988 : ABC Afterschool Special (série télévisée) : Joe Farrell
- 1988 : Police Story: Burnout (TV) : Capt. Harrison
- 1989 : The Cover Girl and the Cop (TV) : Lieutenant Wingo
- 1989 : Une fille à croquer (Babycakes) (TV) : Al
- 1989 : 227 (série télévisée) : Nathan Pollack
- 1989 : Jackée (TV) : Nathan Pollack
- 1989 : Snoops (en) (série télévisée) : Lieutenant Sam Akers
- 1990 : Nightmare on the 13th Floor (TV) : Sgt Madden
- 1991 : Perry Mason (TV) : Jake Morrison (épisode The Case of the Glass Coffin)
- 1991 : In a Child's Name (TV) : Joe Silvano
- 1992 : Calendar Girl, Cop, Killer? The Bambi Bembenek Story (TV) : John Garner
- 1993 : Without Warning: Terror in the Towers (TV) : Jack McAllister
- 1994 : MacShayne: Winner Takes All (TV) : Waldo Church
- 1994 : Roseanne: An Unauthorized Biography (TV) : Jerry Barr
- 1994 : Cagney et Lacey (TV) : Harvey Lacey (épisode The Return)
- 1994 : Dingue de toi (Mad About You) (série télévisée) : Gus Stemple
- 1995 : Cagney et Lacey (TV) : Harvey Lacey (épisode Together Again)
- 1995 : Cagney et Lacey (TV) : Harvey Lacey (épisode The View Through the Glass Ceiling)
- 1989 : Arabesque (série télévisée) : Superintendent Arthur Joyce
- 1996 : Cagney et Lacey (TV) : Harvey Lacey (épisode True Convictions)